# Flatfoot 56
Flatfoot 56 — музыкальный коллектив из Чикаго, штат Иллинойс. Группа использует шотландские мотивы волынки, что привело к классификации их как кельтская панк-группа.

## История
Группа образовалась летом 2000 года как панк-трио. Братья Тобин, Джастин и Кайл Боуинкелы начали сочинять песни осенью 2000 года. К Рождеству того же года они сыграли свой первый концерт. В январе 2001 года в группу пришёл Джош Робисон (волынка, гитара, мандолина).
В 2001 году ребята записали своё первое демо, и летом 2002 года группа записала свой первый полноценный альбом под названием Rumble of 56. Эта запись была сделана в городе Рокфорд, штат Иллинойс. Второй альбом Waves of War был выпущен в 2003 году. Их песня «That’s OK» часто проигрывалась на радиостанциях Среднего Запада Соединённых Штатов.
В 2004 году Flatfoot 56 выступила на фестивале Cornerstone в Иллинойсе для толпы около 700 человек. На этом концерте группа выпустила свой третий альбом Knuckles Up. Группа подписала контракт с лейблом Records и переиздала альбом Knuckles Up. Четвёртый альбом Jungle of the Midwest Sea был выпущен 15 мая 2007 года.
После релиза их четвёртого альбома группа отправилась на гастроли. Они также появились на многих фестивалях. В январе 2009 года группа объявила на своём сайте, что они записали новый полноценный альбом. 18 декабря того же года было официально объявлено, что они подписали контракт с калифорнийским лейблом Old Shoe Records для выпуска нового альбома Black Thorn. Стало известно, что он выйдет на День святого Патрика 17 марта 2010 года, но был отложен до 30 марта 2010 года. После его выпуска альбом дебютировал в чарте Top Heatseekers журнала Billboard. В первую неделю продаж он занял 160 место в Billboard 200 и появился также в других чартах. Видео для сингл «Courage» (2010) было номинировано в категории «Лучший режиссёр» на премию Chicago/Midwest Emmy Award. В 2010 году песни Flatfoot 56 «Shiny Eyes», «Son of Shame», и «We Grow Stronger» были представлены в 7, 8 и 9 эпизодах третьего сезона сериала «Сыны анархии».

## Дискография
- Rumble of 56 — 2002
- Waves of War — 2003
- Knuckles Up — 2004 (переиздан в 2006)
- Jungle of the Midwest Sea — 2007
- Black Thorn — 2010
- Toil — 2012
- Odd Boat — 2017
- The Vancouver Sessions - 2018